# 東京高速鉄道100形電車
東京高速鉄道100形電車（とうきょうこうそくてつどう100がたでんしゃ）は、現在の東京地下鉄銀座線の渋谷 - 新橋間を建設・運営した東京高速鉄道が1938年（昭和13年）の開業に先立ち、前年の1937年（昭和12年）から製造した電車である。
101 - 130までの30両が川崎車輛で製造された。1両あたりの製造費用は約4万 5,000円（当時の金額）である。

## 概要
全鋼製車体で、全体的に先行する東京地下鉄道の電車（後の1000形）に倣った構造である。独自の丸みのある車体と電装品は親会社であった当時の東京横浜電鉄（後の東京急行電鉄）の車両に通じるものがあった。内装は東京地下鉄道系の各車両に比して簡素で、室内灯も一般的な白熱灯であり、つり革も「リコ式」でない普通のものだった。また床も木張りであったが、戦後にリノリュウム張りに変更された。
主制御器および主電動機は日立製作所製で、1基の出力は75kWと低いがこれを4基搭載し、東京地下鉄道の電車 (90kW×2) よりも強力であった。そのため100形で組成された列車は東京地下鉄道の車両より加速・高速性能共に優れていた。実際、当時は乗り入れ先でもその車両の所属している会社の乗務員が運転するので高出力の100形が追いかけ、出力の劣る東京地下鉄道の車両が"必死に逃げる"といったような場面がしばしば見られたと言われている。
また、当時としては珍しかった発電ブレーキを装備していたが、営団発足後の1959年に他形式との混結対応改造を実施した際、使用を中止した。台車は住友金属工業製であった。
さらに電動発電機を搭載しており、銀座線名物といわれたデッドセクション通過時の瞬間停電は、この形式では見られなかったようである。
戦時中の帝都高速度交通営団発足後も、形式変更されることなく継続して使用されたが、塗装色は旧・東京地下鉄道の銀座線車両と合わせて黄色に変更された。

## 荻窪線への一部移籍
1962年（昭和37年）には荻窪線（→現在の丸ノ内線新宿 - 荻窪・中野坂上 - 方南町）の分岐線である中野坂上 - 中野富士見町間の開業に際し、銀座線から100形10両（101 - 110）が転属した。丸ノ内線の規格は銀座線よりも大型で、銀座線規格車ではドアとホームの間に隙間が開くことから、移籍車はドアにステップを設置して対応した。
塗装色も丸ノ内線・荻窪線と同様に赤に白帯に変更されたが、装飾の「サインウェーブ」はなかった。

## 営業運転終了後の処遇

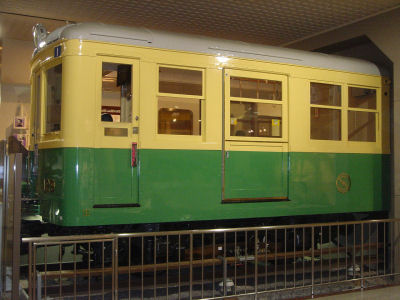
東京高速鉄道100形
（地下鉄博物館に保存のカットボディ）

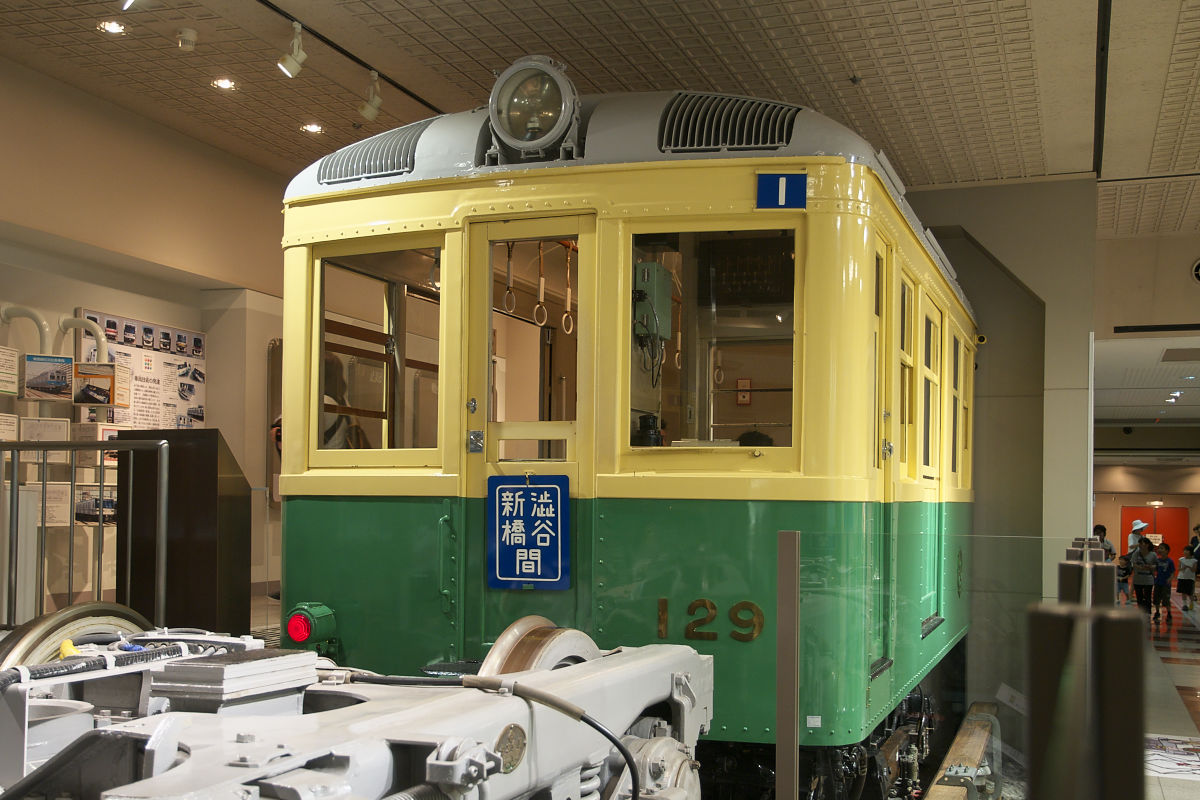
同正面。手前は1800形の台車

1968年（昭和43年）に両線での営業運転を終了した。他車が解体された後も118号と129号は解体を免れ、車籍を残したまま中野工場構内の入換車として使用されていたが、どちらも1981年（昭和56年）11月26日付で除籍された。118号はすぐに解体されたが、129号は1986年（昭和61年）に車体を行徳検車区でカットし、さらに登場時の姿に復元した上で地下鉄博物館の展示物となった。車両構造を理解するための教材となっており、同車のマスコンハンドル・ブレーキ弁を操作すると、車体の前に設置された台車（1800形のもの）のモーター、車輪、ブレーキが動作する。

## 車両搬入
当車両は東京高速鉄道所属のため、唯一の地上部である渋谷駅付近から搬入された。道玄坂の玉川電気鉄道渋谷駅構内から引き込み線を仮設して渋谷電車庫に搬入したほか、宮益坂のトンネル開口部付近から高架線に搬入した。